# Montagne de la Capesterre
La montagne de la Capesterre est un sommet situé sur l'île de Basse-Terre, en Guadeloupe. Il culmine à 1 135 m d'altitude et domine, comme son nom l'indique, la commune de Capesterre-Belle-Eau.